# Hedosyne
Hedosyne là một chi thực vật có hoa trong họ Cúc (Asteraceae).

## Loài
Chi Hedosyne gồm các loài: